# Григорьева, Наталья Эдуардовна
Наталья Эдуардовна Григорьева-Литвинская (род. 1 октября 1970, Москва) — основатель и куратор Галереи Люмьер — первой российской галереи, занимающейся классической черно-белой фотографией, а также главный куратор музейно-выставочной организации — Центра фотографии имени братьев Люмьер.

## Деятельность
В 1995 году Наталья окончила Московский авиационный институт им. Серго Орджоникидзе, в 1998 — Московский Международный Университет.
В 2001 году открыла Галерею имени братьев Люмьер в Центральном доме художника — первую галерею в России, специализирующуюся на фотографическом искусстве. На сегодняшний день Галерея имени братьев Люмьер представляет классиков советской фотографии (от авангарда и социалистического реализма до фотожурналистики оттепели и андерграунда 1980-х), а также продвигает на российском арт-рынке американских и европейских мастеров фотографии.
В 2010 году на территории бывшей фабрики «Красный Октябрь» открывается музейно-выставочная организация Центр фотографии имени братьев Люмьер. Деятельность Центра направлена на изучение и популяризацию отечественной и зарубежной фотографии, поддержку молодых российских авторов, а также ориентирована на исследования в области медиа культуры.
В апреле 2021 года Наталья Григорьева открыла новое пространство Галереи Люмьер в собственном здании на Большой Полянке. На новой площадке разместились офис Галереи, образовательный клуб Lumiere Club и книжный магазин с лучшими мировыми фотографическими изданиями на 1 этаже. Проект нового пространства Галереи, которая расположится в трехэтажном особняке XIX века, разработал архитектор Евгений Асс и его архитектурное бюро.
С февраля 2021 года Наталья Григорьева закрыла Центр фотографии имени братьев Люмьер на Красном Октябре (по адресу Болотная набережная 3, стр. 1).
За время существования Наталье удалось собрать в Галерее Люмьер масштабную коллекцию советской фотографии, которая охватывает период с 1920-х по 1990-е годы и включает в себя 13 300 авторских отпечатков.
За десятилетнюю историю Центра Наталья выступила куратором более 130 выставочных проектов, в числе которых:
- Выставка «Московские истории. XX век».
- Выставка «Советское фотоискусство 60-70-х»
- Выставка Игоря Пальмина «В сторону света»
- Выставка «Дорога Эрвина». Проект послужил открытием имени Эрвина Волкова в мире фотоискусства.
- Выставка «PROЗавод». Составной проект, в который вошли индустриальные фотографии как советских, так и современных фотографов.
- Выставка «Босоногое детство. Антанас Суткус»
- Выставка «Сандро Миллер. Малкович, Малкович, Малкович»
- Выставка «Михаил Барышников. Метафизика тела»
- Выставка «Покорение. Наследник авангарда Яков Халип»
- Выставка «Стоп-кадр. Модная фотография Дениса Пила»
- Выставка «Каноны красоты Джованни Гастела»
- Выставка «(Не)возможно увидеть. Северная Корея»
- Выставка «Жан-Мари Перье. Кутюрье французской фотографии»
- Выставка Дугласа Киркланда «За кулисами»
- Выставка «По ту сторону реальности. Эрик Йоханссон»
- Выставка «Магия Мецнер»
- Выставка «Гарри Бенсон. The Beatles и не только»
- Выставка «Последователь авангарда. Азербайджанский дневник» в Центре Гейдара Алиева
- Выставка «Майлз Олдридж. Вкус цвета»
- Выставка «АЛЕКСАНДР РОДЧЕНКО. Из коллекции Still Art Foundation»
- Выставка «Ги Бурден. Следуй за мной»

Также Наталья курирует масштабный исследовательский проект Центра фотографии — «Антология русской фотографии XX века».
С 2017 года в Центре фотографии имени братьев Люмьер Наталья курирует ежегодный фестиваль фотокниг PHOTOBOOKFEST. Это первое в России событие международного формата, направленное на поддержку и развитие книжной индустрии в области фотографического искусства.
В 2016 году стала куратором частной коллекции fashion-фотографии XX—XXI веков Фонда Still Art. Избранные части коллекции выставлялись в Центре фотографии имени братьев Люмьер (2016), Государственном музее изобразительных искусств им. А. С. Пушкина (2018), Мультимедиа Арт Музее (2019), Государственном Эрмитаже (2021-2022).

## Издательская программа
Под кураторством Натальи в Издательстве Центра фотографии имени братьев Люмьер вышли книги:
- «Московские фотографические коллекции»
- «Москва Наума Грановского»
- «Советская эпоха Маркова-Гринберга»
- «Московские истории XX век»
- «Время колокольчиков»
- «PROЗавод» — каталог одноимённой выставки
- «Покорение. Наследник авангарда Яков Халип»

Из серии «Антология русской фотографии XX века»:
- «Фото 60-70»
- «Иконы 1960—1980»
- «Иконы 90-х»

Наталья является действующим редактором и составителем изданий коллекции фонда Still Art:
- «Fashion-фотография XX—XXI веков. Коллекция Still Art, 2018»
- «Коллекция Фонда «Still Art, 2019»
- «Красота и стиль. История модной фотографии из собрания Фонда Still Art»

Наталья приняла участие в фестивалях Lianzhou Foto Festival 2015 и FotoFest Houston 2016 в качестве портфолио ревьюера.